# Jakov Milatović
Jakov Milatović, cyr. Јаков Милатовић (ur. 7 grudnia 1986 w Titogradzie) – czarnogórski polityk i ekonomista, w latach 2020–2022 minister rozwoju gospodarczego, od 2023 prezydent Czarnogóry.

## Życiorys
Ukończył studia ekonomiczne na Uniwersytecie Czarnogóry. W ramach otrzymywanych stypendiów kształcił się na uczelniach w Stanach Zjednoczonych, Austrii i Włoszech; magisterium z ekonomii uzyskał na Uniwersytecie Oksfordzkim. Zawodowo związany z sektorem bankowym, pracował w grupie NLB i w Deutsche Banku. Od 2014 zatrudniony w Europejskim Banku Odbudowy i Rozwoju, w 2018 został głównym ekonomistą do spraw Rumunii, Bułgarii, Chorwacji i Słowenii.
W grudniu 2020 w nowo powołanym rządzie Zdravka Krivokapicia objął urząd ministra rozwoju gospodarczego, który sprawował do kwietnia 2022. W czerwcu tegoż roku razem z Milojkiem Spajiciem współtworzył ruch polityczny Europa Teraz; objął funkcję zastępcy przewodniczącego tego ugrupowania. Również w 2022 otwierał listę swojego ruchu w wyborach lokalnych w Podgoricy (formacja zajęła drugie miejsce).
W 2023 został zarejestrowany jako kandydat w wyborach prezydenckich. W pierwszej turze z marca 2023 zajął drugie miejsce z wynikiem około 29% głosów; przeszedł do drugiej tury obok ubiegającego się o reelekcję Mila Đukanovicia. W głosowaniu z kwietnia 2023 pokonał swojego konkurenta, otrzymując około 59% głosów i wygrywając tym samym wybory. Urząd prezydenta objął 20 maja 2023. W lutym 2024 zrezygnował z funkcji w partii.

## Życie prywatne
Żonaty z Mileną Milatović; ma dwie córki i syna.

## Odznaczenia
- Krzyż Wielki z Wielkim Łańcuchem Orderu Zasługi Republiki Włoskiej (Włochy, 2025)[11]